# Victor Omagbemi
Victor Omagbemi (* 22. Mai 1967) ist ein ehemaliger nigerianischer Sprinter.
Bei den Weltmeisterschaften 1991 in Tokio kam er mit der nigerianischen Mannschaft auf den vierten Platz in der 4-mal-100-Meter-Staffel.
1992 siegte er bei den Afrikameisterschaften in Belle Vue Maurel über 100 und 200 Meter.
Bei den Weltmeisterschaften 1993 in Stuttgart schied er in der 4-mal-400-Meter-Staffel im Vorlauf aus.
Sein Vater James Omagbemi und seine Ehefrau Mary Onyali-Omagbemi waren ebenfalls als Sprinter erfolgreich.

## Persönliche Bestzeiten
- 100 m: 10,27 s, 2. August 1991, Lagos
- 200 m: 20,70 s, 16. August 1992, Lappeenranta
- 400 m: 46,47 s, 8. Mai 1993, Austin